# Colotois mauretanaria
Colotois mauretanaria là một loài bướm đêm trong họ Geometridae.